# Піцундський собор
Піцундський собор (груз. ბიჭვინთის ტაძარი) або Патріарший собор в Піцунді на честь Апостола Андрія Первозванного — християнський собор, побудований в  Піцунді (в ті часи Пітіунт) спочатку в IV столітті. В подальшому перебудовувався в VI столітті і у X столітті, за часів  Абхазького та Грузинського царств.
Зараз де-юре грузинський православний собор знаходиться на території незалежної де-факто Республіки Абхазія, яка визнана на міжнародному рівні як частина Грузії. Собор в даний час використовується Абхазькою Православною Церквою і служить місцем цього органу, хоча це використання заперечується Республікою Грузія і не визнане помісними православними церквами.

## Історія собору
У IV столітті на території фортеці, спорудженої римлянами двома століттями раніше на місці стародавнього Пітіунта, яка служила форпостом  Римської імперії в цьому регіоні, був побудований старохристиянський храм-базиліка, в якому служив єпископ Стратофіл, який брав участь у  Вселенському Нікейському соборі 325 року. В кінці V — початку VI століття підлога цього храму площею в 60 квадратних метрів була прикрашена багатою мозаїкою, що є шедевром стародавнього мистецтва, що має світове значення. Цей одна з найдавніших на Кавказі мозаїчних підлог була виконана з камінчиків-кубиків місцевих порід дванадцяти кольорів. На мозаїці також був напис давньогрецькою мовою.
Візантійський імператор Юстиніан I, під владою якого знаходився Пітіунт в VI столітті, вважав місто важливою фортецею на Кавказькому узбережжі Чорного моря. У VI столітті в фортеці на місці вже зношеного храму IV століття, імовірно за його наказом, був зведений новий величний храм. У 541 році в ньому знаходилася єпископська кафедра.
Новий купольний храм, споруджений в IX—X ст., був збудований з використанням цегли. Собор в середині X століття став кафедрою Абхазького католікосату Грузинської православної церкви. В  XI — XV століттях собор неодноразово оновлювався. В XVII столітті, під загрозою нападу з боку  турків, кафедра Абхазького католікосату переноситься в Гелатський монастир (Грузія), собор був покинутий. За даними французького мандрівника XVII століття Жана Шардена, Католікосат один раз на рік відвідував собор зі свитою єпископів і князів, щоб виконувати освячення мирою. Собор був освячений в 1869 році, коли Абхазія вже була частиною Російської імперії.
В 1975 році німецькими майстрами в соборі був встановлений орган.

## Архітектурні особливості

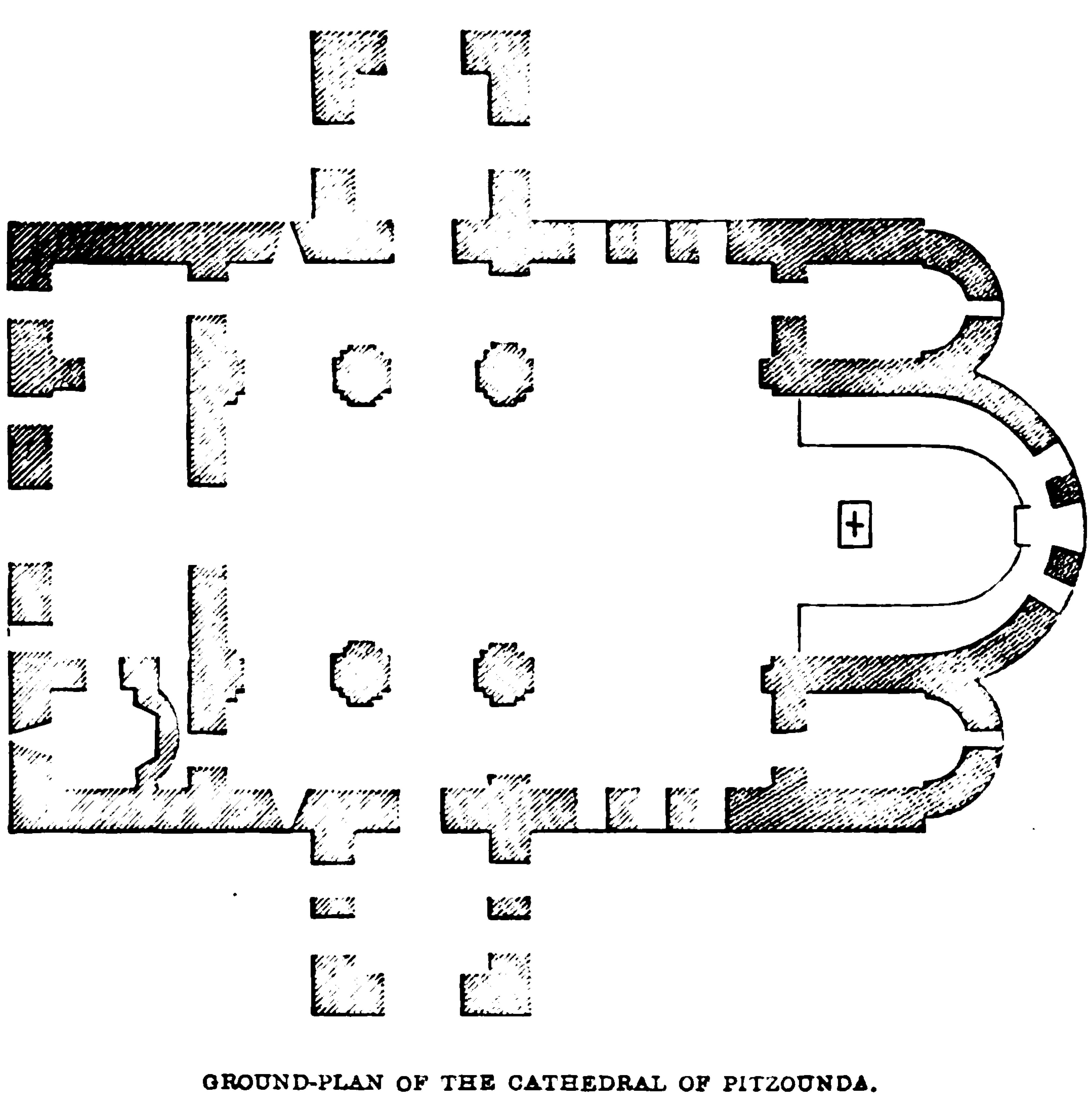

Собор належить до типу хрестовокупольних, трехнефних і трьохапсидних храмів. Розміри його в плані становлять 43,3 × 22,7 метра. Зведений з каменю і цегли. У розподілі цих матеріалів спостерігається певний порядок. Стіни храму від  цоколя складені виключно кам'яними блоками, потім кладка набуває змішаний характер: ряди каменю перемежовуються з цегляними прошарками. Чим вище, тим кам'яні прошарки тонше, а цегляні — товщі. Верхня частина стін, барабан і купол, що на них спочиває, внутрішні опори-стовпи складені повністю з цегли різного розміру. На центральній вівтарній  апсиді зовні між вікнами товстою цеглою викладені хрести. Гладкі стіни покриті  штукатуркою, в колишні часи прикрашеної фресками, від яких тепер збереглися лише пояс медальйонів в вівтарі.
Всередині собору, в західній його частині знаходиться усипальниця, в якій знаходяться дві гробниці, влаштовані апостолам  Андрію Первозванному і  Симону Кананіта, про що свідчать фрескові зображення двох апостолів всередині усипальниці.

## Gallery

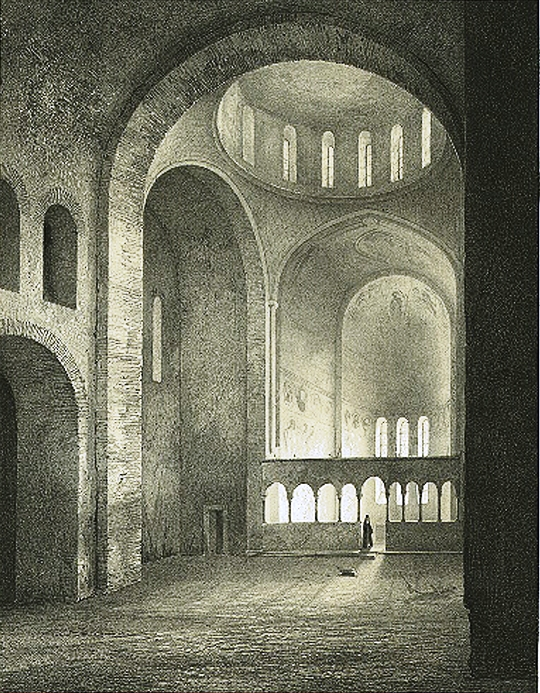
Піцундський собор у 1847 році. Малюнок Григорія Гагаріна.
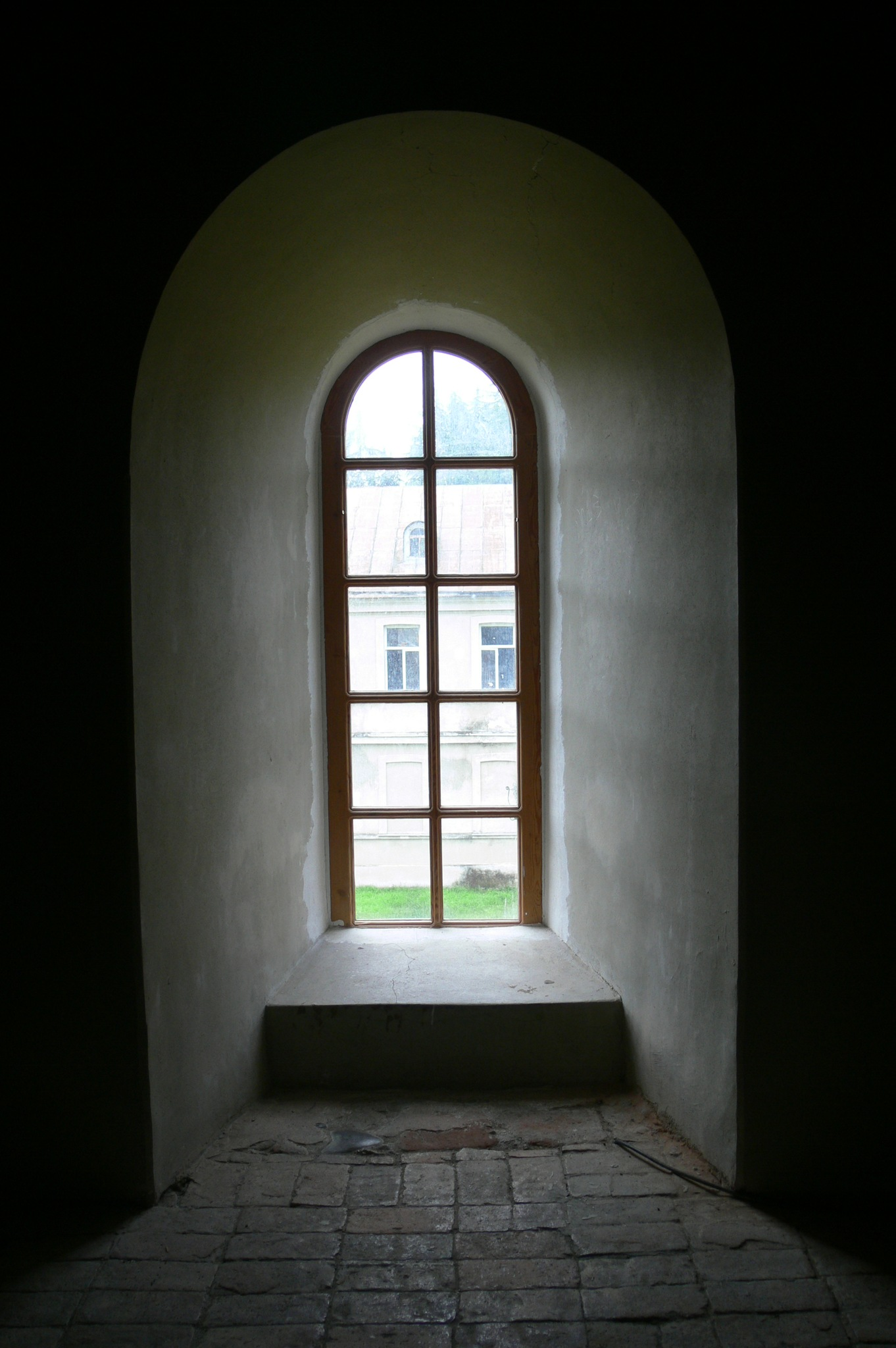
Вікно собору
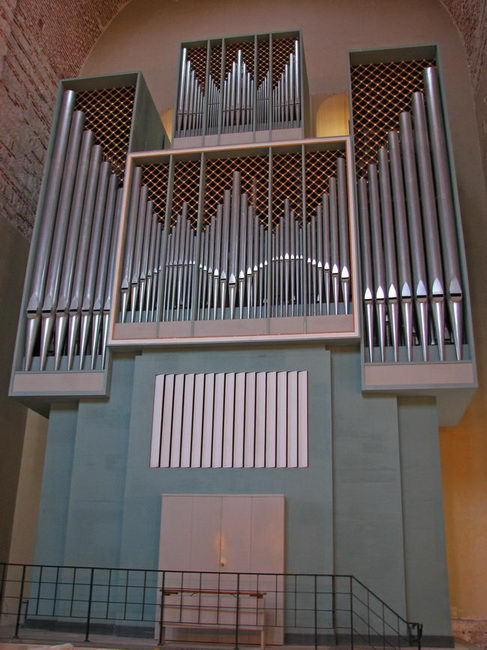
Орган в Піцундському соборі